# Castelbaldo
Castelbaldo là một đô thị thuộc tỉnh Padova vùng Veneto, tọa lạc cách khoảng 80 km về phía tây nam của Venezia và cách khoảng 45 km về phía tây nam của Padova. Tại thời điểm ngày 31 tháng 12 năm 2004, đô thị này có dân số 1.694 người và diện tích 15,2 km².
Castelbaldo giáp các đô thị: Badia Polesine, Masi, Merlara, Terrazzo.